# Àkans

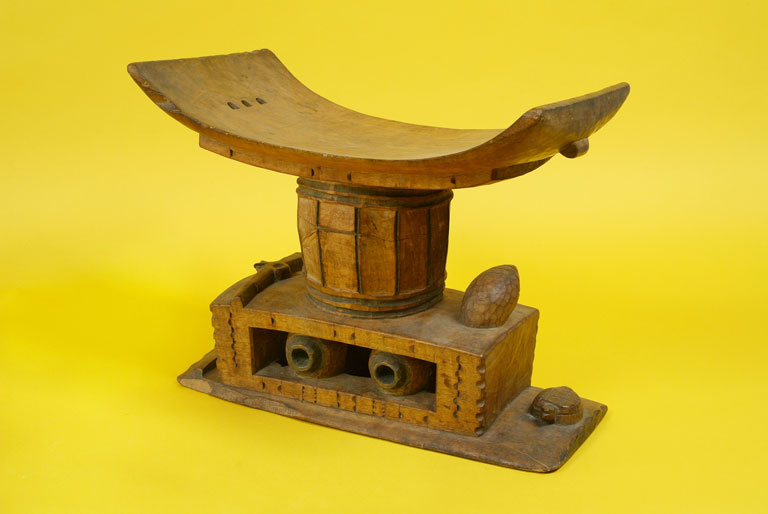
Un tamburet de Akan Reina Mare de mitjans del segle XX al The Children's Museum of Indianapolis.

Els àkans són un grup ètnic de persones que habiten el sud de Ghana, l'est de Costa d'Ivori i parts de Togo. Són majoritaris a tots dos primers països. Les seves llengües pertanyen a la branca de les llengües kwa del Congo. La seva llengua majoritària és l'Àkan. Entre els segles xiv i xviii alguns estats àkan, en especial la confederació Fante i l'imperi aixanti, es van establir en regions en les que s'obtenia i s'exportava or. Hi ha aproximadament 20 milions d'àkans a Àfrica Occidental.

## Situació geogràfica i pobles veïns

### Àkan a Ghana
Els àkans són el grup ètnic més nombrós de Ghana. Segons el cens de 2010, 11.321.658 dels 23.822.594 ghanesos són àkans, gairebé la meitat. D'aquests, 3.449.358 viuen a la regió Aixanti, 1.809.148 ho fan a la regió Occidental, 1.744.332 a la regió Central, 1.528.722 a la regió del Gran Accra, 1.314.500 a Brong-Ahafo, 1.312.977 a la regió Oriental, 74.320 a la regió Septentrional, 55.736 a la regió Volta, 23.306 a la regió Superior Oriental i 9.169 a la regió Superior Occidental.
A Ghana hi ha els següents grups àkans:
- Twis - 3.820.000 (70% cristians)
- Ahafos - 72.000 (85% cristians)
- Akwamus - 57.000 (88% cristians)
- Akuapems - 727.000 (92% cristians)
- Akyems - 860.000 (91% cristians)
- Asens - 176.000 (80% cristians)
- Dankyires - 135.000 (70% cristians)
- Fantes - 3.233.000 (62% cristians)
- Kwawus - 532.000 (85% cristians)

Segons el mapa lingüístic de Ghana, el territori àkan ocupa gran part del territori centre-sud del país (ocupa un terç aproximat de la totalitat del territori ghanès). Aquest limita amb els següents pobles:
- Al Sud (a banda de amb l'oceà Atlàntic):
  - Awutus
  - Gas
- A l'est (de sud a nord)
  - Lartehs
  - Cherepons
  - Dangmes
  - Nkamis
  - Llac Volta
- Al nord
  - Abrons (que també es poden considerar àkans si tenim en compte el glottolog i que tenen els següents pobles al nord (d'est a oest)
    - Degs
    - Ligbis
    - Bondoukou kulangos
    - Abrons
- A l'oest (de nord a sud)
  - Sehwis
  - Wases
  - Ahantes

### Àkan a Costa d'Ivori
A Costa d'Ivori hi ha els següents grups àkans:
- Twis - 310.000 (70% cristians)
- Fantes - 21.000 (60% cristians)

### Àkan a Benín
- Tchumbulis

### Àkans arreu del món
Segons el joshuaproject, aquests són els diferents grups humans que parlen àkan arreu del món:
- Finlàndia: 1.300 àkans. (90% cristians)
- Itàlia: 49.000 àkans (70% cristians)
- Estats Units: 75.000 aixanti. (85% cristians)
- Canadà: 1.300 twis (70% cristians)
- Dinamarca: 1.800 twis (74% cristians)
- Libèria - 47.000 twis (83% cristians), 33.000 fantes (65% cristians)
- Països Baixos - 18.000 twis (60% cristians)
- Noruega - 1.800 twis (73% cristians)
- Togo - 72.000 twis (majoritàriament creuen en religions africanes tradicionals i 30% cristians)
- Regne Unit - 25.000 twis (85% cristians)

## Llengua
L'àkan és la llengua materna dels àkans, així com dels aixantis, fantes i altres pobles associats.